# Narcissus assoanus subsp. praelongus
Narcissus assoanus es una subespecie de planta bulbosa perteneciente a la familia de las Amarilidáceas. Es originaria del sur de la península ibérica.

## Descripción
Planta perenne. Hojas filiformes, como las gramíneas, de 1-2 mm de ancho. Flores de 15-20 mm, de color amarillo intenso, con una corta corona ciatiforme (en forma de copa), agradablemente perfumadas, dispuestas en umbelas de 1-5. Se direferencia de Narcissus assoanus en el tubo más largo del perianto.  Se distribuye por el sur de España.

## Hábitat
Pastos y matorrales despejados, suelos pedregosos y margosos, en ambientes secos y soleados propios del quejigal.

## Taxonomía
Narcissus assoanus subsp. praelongus fue descrita por Barra & G.López y publicado en Anales del Jardín Botánico de Madrid 39 (1): 209, en el año 1982.
Etimología
Narcissus nombre genérico que hace referencia  del joven narcisista de la mitología griega Νάρκισσος (Narkissos) hijo del dios río Cephissus y de la ninfa Leiriope; que se distinguía por su belleza. 
El nombre deriva de la palabra griega: ναρκὰο, narkào (= narcótico) y se refiere al olor penetrante y embriagante de las flores de algunas especies (algunos sostienen que la palabra deriva de la palabra persa نرگس y que se pronuncia Nargis, que indica que esta planta es embriagadora). 
El nombre de especie se dedica a Ignacio Jordán Claudio De Asso y Del Río (1742-1814), científico zaragozano de talla internacional, químico, botánico, jurista y economista, destacado representante de la Ilustración española y aragonesa.
Sinonimia
- Narcissus baeticus Fern.Casas
- Narcissus juncifolius Req. ex Lag[4]